# Mgły wojny: Jedenaście lekcji z życia Roberta S. McNamary
Mgły wojny: Jedenaście lekcji z życia Roberta S. McNamary (ang. The Fog of War: Eleven Lessons from the Life of Robert S. McNamara) – amerykański film dokumentalny z 2003 roku w reżyserii Errola Morrisa.

## Nagrody i nominacje
Film otrzymał szereg nagród i nominacji w tym:
| Nazwa nagrody | Wygrane                                                                             | Nominacje    |
| ------------- | ----------------------------------------------------------------------------------- | ------------ |
| Oscar         | 2004 Najlepszy pełnometrażowy film dokumentalny: Errol Morris oraz Michael Williams | 2004 wygrana |